# Esteban Ciaccheri
Esteban Ciaccheri (sinh ngày 20 tháng 5 năm 1991 ở Argentina) là một cầu thủ bóng đá người Argentina thi đấu ở vị trí tiền đạo cho câu lạc bộ România Poli Timișoara, theo dạng cho mượn từ câu lạc bộ Chile Rangers de Talca.